# Hvězdné mračno ve Střelci
Hvězdné mračno ve Střelci (také M 24, IC 4715 nebo Malý oblak ve Střelci) je rozsáhlá soustava hvězd a otevřených hvězdokup v souhvězdí Střelce. Ve skutečnosti však M 24 není gravitačně vázaný objekt, ale je to část spirálního ramene Mléčné dráhy v rozsahu vzdáleností 3 až 4,9 kpc (10 až 16 tisíc světelných let),
na kterou se díváme průzorem mezi temnými mlhovinami. Na severovýchodní část se náhodně promítá otevřená hvězdokupa NGC 6603, která leží při pohledu ze Země před M 24.

## Pozorování

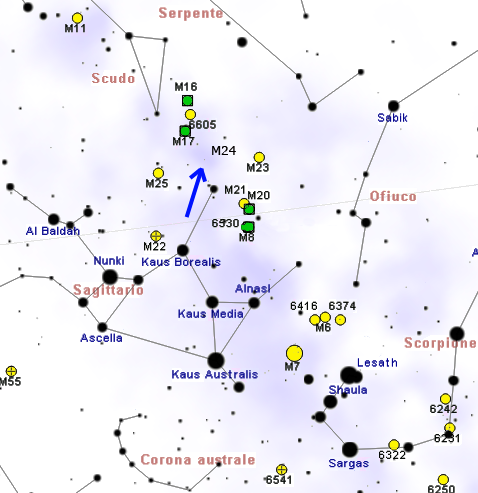
Poloha M 24 v souhvězdí Střelce

Messier 24 se na obloze nachází přibližně 2° severně od hvězdy μ Sagittarii v bohatém hvězdném poli, protože tímto směrem leží velká hvězdná oblaka Mléčné dráhy. Při prostém pozorování pouhýma očima vypadá jako světlá skvrna, mnohem jasnější vzhledem k pozadí Mléčné dráhy, již tak dost jasnému díky přítomnosti galaktického jádra. Obyčejný triedr umožní pozorování stovek malých hvězd natěsnaných v oblasti o něco málo větší než jeden stupeň čtvereční. Hvězdářský dalekohled pak pomůže rozlišit tisíce hvězd velmi rozdílných barev. Je také možné si všimnout, že západní okraje jsou zřetelnější než východní, a to kvůli přítomnosti temných mlhovin u její hrany.
Souhvězdí Střelce je díky přítomnosti galaktického jádra bohaté na objekty hlubokého vesmíru. 2° severovýchodně od Messier 24 leží otevřená hvězdokupa Messier 18 a další stupeň směrem na sever Messier 17 (mlhovina Omega). 3° východně od M 24 se nachází otevřená hvězdokupa Messier 25 a 5° západně otevřená hvězdokupa Messier 23. 6° jihozápadně od M 24 leží rozsáhlá oblast, kam patří Messier 21, mlhovina Trifid (M 20) a mlhovina Laguna (M 8).
M24 se nachází na jižní nebeské polokouli, ale její deklinace je dostatečně nízká na to, aby byla pozorovatelná ze všech obydlených oblastí Země. Přesto je její pozorování v severní Evropě a Kanadě, tedy blízko polárního kruhu, velmi obtížné a například ve střední Evropě zůstává poměrně nízko nad obzorem. Na jižní polokouli je hvězdokupa dobře viditelná vysoko na obloze během jižních zimních nocí a v jižní části tropického pásu je možno ji vidět dokonale v zenitu. Nejvhodnější období pro její pozorování na večerní obloze je od června do října.

## Historie pozorování
Hvězdokupu objevil Charles Messier 20. června 1764 a do svého katalogu ji zapsal pod číslem 24.
Popsal ji takto: "velká mlhovina, ve které je mnoho různě jasných hvězd; jas této kupy je rozdělen do několika částí. Průměr 1,5°."
John Herschel tuto hvězdokupu později studoval včetně hvězdokupy NGC 6603, která se s ní překrývá a kterou popsal jako bohatý objekt s přibližně 100 hvězdami. Další astronomové 19. století M 24 omylem ztotožnili s touto menší hvězdokupou místo celého mračna, možná protože věnovali malou pozornost Messierově popisu.
Další omyl se týká označení IC 4715, kdy jeho objevitel Edward Emerson Barnard udělal v zápisu polohy chybu, ačkoli jeho popis hvězdného mračna včetně temných mlhovin přesně souhlasí s M 24. John Dreyer pak tuto chybnou polohu zapsal do druhého vydání Index Catalogue. Tuto chybu odhalil až v roce 2001 Brent Archinal, který potvrdil, že M 24 a IC 4715 jsou dvě různá označení stejného objektu.

## Vlastnosti

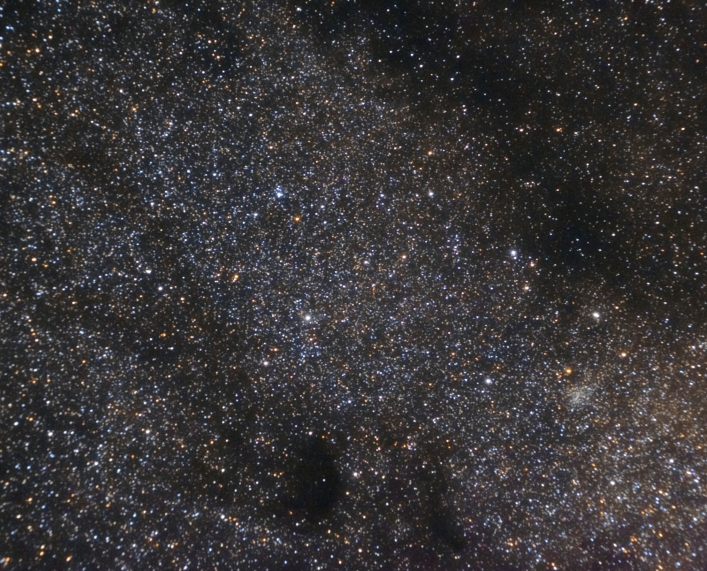
Hvězdné mračno ve Střelci (M 24, sever je dole)

M 24 se rozprostírá v oblasti Galaxie umístěné v rameni Střelce a její šířka je přibližně 600 světelných let. Kvůli její velké rozloze ovšem nemůže být považována za plnohodnotný astronomický objekt. Ve skutečnosti je to velký oblak prachu, hvězd a mezihvězdných plynů, který má jiný tvar, než jaký je viditelný ze Země kvůli okolním temným oblakům, které vytváří průzor do nejhustějších oblastí galaktického spirálního ramene a díky kterým tato oblast vypadá jako ohraničená hvězdokupa. Vzdálenost této oblasti je přibližně od 10 000 do 16 000 světelných let a je to nejhustější oblast jednotlivých hvězd, kterou lze pozorovat triedrem.
V tomto spirálním rameni se nachází také výše zmíněná hvězdokupa NGC 6603, která má magnitudu 11,4, obsahuje přibližně 30 hvězd v oblasti o rozloze zhruba 5 úhlových minut a je od Země vzdálená asi 9 400 světelných let. Její skutečný rozměr v odhadované vzdálenosti tedy bude kolem 14 světelných let. Její nejžhavější hvězdy jsou spektrální třídy B9 (jejich stáří tedy bude několik stovek milionů let) a nejjasnější hvězdy mají fotografickou magnitudu 14.